# Habib Mahfuz
Habib Mahfuz (... – San Paolo, 18 settembre 1982) è stato un dirigente sportivo brasiliano di calcio a 5.
Dirigente della squadra di club dell'Esporte Clube Sírio in cui introdusse la pratica del calcio a 5 negli anni 1950, e dell'Associação Cristã de Moços de São Paulo, Mahfuz rappresentò il proprio club anche nella assemblea che sancì la creazione della Federação Paulista de Futebol de Salão nel 1954.
Mahfuz guidò la federazione paulista dal 1955 al 1956 quando fu sostituito da Luiz Gonzaga de Oliveira futuro segretario della FIFUSA e realizzatore del primo libro di regole della federazione paulista.
Da molti appassionati è considerato il padre del futsal brasiliano. Morì a San Paolo nel 1982.